# Whatsonstage awards
Die WhatsOnStage Awards oder alternativ die WhatsOnStage "theatregoers' choice" -Preise, früher als Theatregoers' Choice Awards bekannt, werden von der Website WhatsOnStage.com organisiert. Mit dem Preis werden Künstler und Produktionen des britischen Theaters mit Schwerpunkt auf dem Londoner West End ausgezeichnet.
Nominierungen und eventuelle Gewinner werden durch Abstimmungen des Publikums erwählt. Die Auszeichnungen finden jeweils jährlich im Februar statt. 2012 wurden sie im Prince of Wales Theatre im West End aufgeführt. 

## Geschichte
Anfang des Jahres 2001 veröffentlichte WhatsOnStage.com die Liste der Nominierten für die diesjährigen Laurence Olivier Awards und lud die Besucher der Website ein, online abzustimmen, wer ihrer Meinung nach gewinnen sollte. Innerhalb von 14 Tagen nahmen 5000 Personen teil. Die Ergebnisse dieser Umfrage unterschieden sich sehr stark von denen der Jury. Für die Awards von 2002 stellten die Redakteure ihre eigene Liste der Nominierten zusammen und veranstalteten 2003 ihre erste Launch Party, um die Liste rund 200 Gästen aus der Branche bekannt zu geben. Die erste Preisverleihung wurde für die Awards 2008 eingeführt.

## Beschreibung
Jedes Jahr wird die Liste der Nominierten für den Award mit Hilfe von Tausenden von Theaterbesuchern erstellt, die sich anmelden, um ihre Favoriten in allen über 20 Award-Kategorien zu nominieren. Die Nominierungen werden Anfang Dezember bei einer mit Stars besetzten Auftaktveranstaltung bekannt gegeben. Ab dann startet der Zeitraum für die Abstimmung und läuft bis Ende Januar des folgenden Jahres. 2012/13 meldeten sich über 60.000 Theaterbesucher zur Abstimmung an, wobei die Sieger in den unterschiedlichen Kategorien von Tag zu Tag dramatisch schwankten.